# Fakhr al-Din al-Razi
Fajr ad-Din ar-Razi o Fajruddín Razi (en árabe: ابو عبدالله فخر الدين الرازي القرشي‎; Rayy, Irán, 1149-Herat, Afganistán, 1209) fue un filósofo y teólogo persa. Escribió sobre medicina, física, astronomía, literatura, historia y derecho.
Dejó un corpus muy rico de obras filosóficas y teológicas que revela la influencia de Avicena, Hibat Allah Abu'l-Barakat al-Baghdaadi y Al-Ghazali. Dos de sus obras tituladas Mabahith al-mashriqiyya fi 'ilm al-ilahiyyat wa-'l-tabi'iyyat (Estudios orientales sobre metafísica y física) y al-Matalib al-'Alya (Las cuestiones más importantes) suelen ser consideradas como sus más importantes obras filosóficas.

## Biografía
Abu Abdulá Muhammad ben Umar ben al-Husayn at-Taymi al-Bakri at-Tabaristani Fajr ad-Din ar-Razi (en árabe: أبو عبدالله محمد بن عمر بن الحسن بن الحسين بن علي التيمي البكري طبرستانی فخرالدین الرازی‎) nació en 1149 (544 AH) en una familia de inmigrantes árabes de la tribu de Quraysh que emigraron a Rayy en Tabaristán (la actual provincia de Mazandarán, Irán). Primero estudió con su padre, y después en Merv y Maraghe, donde fue uno de los alumnos de Al-Majd al-Jili, quien a su vez había sido discípulo de Al-Ghazali. Fue acusado de racionalismo, a pesar de que restituyó a muchos a la fe ortodoxa. Era uno de los defensores principales de la escuela Ashariyyah de teología.
Su comentario sobre el Corán fue el más variado y multifacético de todos los trabajos existentes de este tipo, que comprendía la mayor parte del material de importancia que había aparecido anteriormente. Se dedicó a una amplia gama de estudios, y se dice que gastó una gran fortuna en experimentos de alquimia. Enseñó en Rayy (centro de Irán) y Gazni (este de Afganistán), y se convirtió en jefe de la universidad fundada por Mohammed ibn Tukush en Herat (oeste de Afganistán).
En sus últimos años, también mostró interés en el sufismo, aunque nunca formó una parte significativa de su pensamiento.

## El gran comentario
Uno de los logros más destacados del Imam Razi fue su obra interpretativa única sobre el Corán, llamada Mafatih Al-Ghayb (Claves para lo invisible) y más tarde apodada Tafsir Al-Kabeer (El gran comentario), una de las razones era que tenía 32 volúmenes. Este trabajo contiene mucho interés filosófico. Una de sus «mayores preocupaciones era la autosuficiencia del intelecto». Creía que las pruebas basadas en la tradición (Hadiz) «nunca podrían conducir a la certeza (yaqin), sino solo a la presunción (zann), una distinción clave en el pensamiento islámico». Sin embargo, su «reconocimiento de la primacía del Corán creció con sus años». El racionalismo de Al-Razi, sin duda, «ocupa un lugar importante en el debate de la tradición islámica sobre la armonización de la razón y la revelación».

## Desarrollo delKalam
El desarrollo de Al-Razi del Kalam (teología escolástica islámica) condujo a la evolución y florecimiento de la teología entre los musulmanes. Razi había experimentado diferentes períodos en su pensamiento, influidos por la escuela de pensamiento Ashariyyah y más tarde por Al-Ghazali. Al-Razi trató de hacer uso de elementos del Mu'tazili y de la filosofía islámica (Falsafah), y aunque hizo algunas críticas a Avicena, Razi estuvo muy influenciado por él. El ejemplo más importante que muestra la síntesis del pensamiento de Razi puede ser el problema de la eternidad del mundo y su relación con Dios. Trató de reorganizar los argumentos de los teólogos y filósofos sobre este tema, reunió y examinó críticamente los argumentos de ambas partes. Consideró, en su mayor parte, el argumento de los filósofos por la eternidad del mundo más fuerte que la posición de los teólogos de poner énfasis en la naturaleza temporal del mundo. Según Tony Street, no deberíamos ver en la vida teórica de Razi un viaje de un joven dialéctico a una condición religiosa. Parece que adaptó diferentes pensamientos de diversas escuelas, como las de Mutazilita y Ashariyyah, en su exégesis, El gran comentario.

## Multiverso
Al-Razi, al tratar con su concepción de la física y el mundo físico en su Matalib al-'Aliya, critica la idea del modelo geocéntrico dentro del universo y «explora la noción de la existencia de un multiverso en el contexto de su comentario» en el versículo coránico, «Toda alabanza pertenece a Dios, Señor de los Mundos». Plantea la cuestión de si el término «mundos» en este versículo se refiere a «múltiples mundos dentro de este único universo o cosmos, o a muchos otros universos o un multiverso más allá de este universo conocido».
Al-Razi afirma:

Está establecido por la evidencia que existe más allá del mundo un vacío sin fin (khala' la nihayata laha), y está establecido también por la evidencia que el Altísimo tiene poder sobre todos los seres contingentes (al-mumkinat). Por lo tanto, el Altísimo tiene el poder (qadir) de crear miles de mundos (alfa alfi 'awalim) más allá de este mundo, de tal manera que cada uno de esos mundos sea más grande y más masivo que este mundo, así como tener lo mismo de lo que esto El mundo tiene del trono (al-arsh), la silla (al-kursiyy), los cielos (al-samawat) y la Tierra (al-ard) y el Sol (al-shams) y la Luna (al-qamar). Los argumentos de los filósofos (dala'il al-falasifah) para establecer que el mundo es uno son argumentos débiles y débiles basados en premisas débiles.

Al-Razi rechazó las nociones aristotélicas y avicenianas de un solo universo que gira alrededor de un solo mundo. Describe sus argumentos principales contra la existencia de múltiples mundos o universos, señalando sus debilidades y refutándolos. Este rechazo surgió de su afirmación del atomismo, tal como lo propugna la escuela Ashariyyah de teología islámica, que implica la existencia de un espacio vacío en el que los átomos se mueven, se combinan y se separan. Habló más sobre el tema del vacío -los espacios vacíos entre estrellas y constelaciones en el universo que contienen pocas o ninguna estrella- en mayor detalle en el volumen 5 del Matalib al-'Aliya. Argumentó que existe un espacio exterior infinito más allá del mundo conocido, y que Dios tiene el poder de llenar el vacío con un número infinito de universos.

## Obras
Al-Razi escribío más de un centenar de obras sobre una amplia variedad de temas. Sus trabajos principales incluyen:
- Tafsir al-Kabir (El gran comentario), también conocido como Mafatih al-Ghayb - Terminó hasta Surah Al-Fath.
- Aja'ib al-Quran (Los misterios del Corán).
- Al-Bayan wa al-Burhan fi al-Radd `ala Ahl al-Zaygh wa al-Tughyan.
- Al-Mahsul fi 'Ilm al-Usul.
- Al-Mutakallimin fi 'Ilm al-Kalam.
- Ilm al-Akhlaq (Ciencia de la ética).
- Kitab al-Firasa (Libro sobre Firasa).
- Kitab al-Mantiq al-Kabir (Libro mayor sobre la lógica).
- Kitab al-nafs wa l-ruh wa sharh quwa-huma (Libro sobre el alma y el espíritu y sus facultades).
- Mabahith al-mashriqiyya fi 'ilm al-ilahiyyat wa-'l-tabi'iyyat (Estudios orientales sobre metafísica y física).
- Matalib al-'Aliya (Las cuestiones más importantes), su última obra. Al-Razi escribió al-Matalib durante su escritura de al-Tafsir y él murió antes de terminar ambos trabajos.
- Muhassal afkar al-mutaqaddimin wa-'l-muta'akhkhirin (Compendio del pensamiento de los antiguos y modernos).
- Nihayat al 'Uqul fi Dirayat al-Usul.
- Risala al-Huduth.
- Sharh al-Isharat (Comentario sobre el Isharat).
- Sharh Asma' Allah al-Husna (Comentario sobre el Asma' Allah al-Husna).
- Sharh Kulliyyat al-Qanun fi al-Tibb (Comentario sobre El canon de medicina).
- Sharh Nisf al-Wajiz li'l-Ghazali (Comentario sobre el Nisf al-Wajiz de Al-Ghazali).
- Sharh Uyun al-Hikmah (Comentario sobre el Uyun al-Hikmah).